# Río Kamennaya (Gosh)
El río Kamennaya (en ruso: Kаменная; en adigué: Уздычиш, Uzdychish) es un río de la república de Adiguesia, en Rusia, afluente por la derecha del río Gosh, que fluye en el río Sajrai, que vierte sus aguas en el Daj, que desemboca en el Bélaya, tributario del río Kubán.

## Curso
Nace en las vertientes septentrionales del Cáucaso, 8 km al suroeste de Novoprojladnoye (44°09′09″N 40°23′40″E / 44.15250, 40.39444). Tiene unos 9 km de longitud y desemboca en el Gosh a la altura de la antedicha localidad (44°08′10″N 40°18′55″E / 44.13611, 40.31528).